# بافت (پوشاک)
بافت یک پوشاک یا پوشش مورد استفاده توسط انسان‌ها در هنگام سرما یا موارد خاص (همانند برخی ورزش‌ها) است. بافت‌ها تا حدودی شبیه به پُلیوِر هستند و همانند آن نیم‌تنۀ بالا را می‌پوشانند و آستین دارند.